# 靖順惠妃郭氏
靖順惠妃，亦稱為郭惠妃（？—1491年10月13日），名失考，原任錦衣衞帶俸正千戶郭勇之姐，明朝明憲宗朱見深之妃，皇次女永康公主之生母。

## 生平
郭氏的出生及入宮時間均待考。成化十四年（1478年）六月初十日，生皇次女永康公主。成化十九年（1483年）四月二十八日，憲宗赦免刑部尚書張鎣等人之罪。先前，張鎣等人曾上奏逮捕錦衣衛帶俸正千戶郭勇，把他關入獄中。郭勇是「戚畹」（郭惠妃之弟），因家人爭奪田產而受牽連，直至案件審結上報時，憲宗才得悉此事，下令釋放郭勇，並且責斥張鎣等人奏報不明，命他們自行陳述，皆認罪請罰。憲宗決定赦免他們，但將原案負責主事周鵬關入錦衣衛監獄，郎中陳洵與員外郎梁方各停俸一個月。成化二十三年七月二十七日（1487年8月15日），以英國公張懋為正使，吏部尚書萬安為副使，持節冊封宸妃邵氏為貴妃，張氏（益端王朱祐槟、衡恭王朱祐楎與汝安王朱祐梈生母）為德妃，郭氏為惠妃，章氏（德清公主生母）為麗妃，姚氏（壽定王朱祐榰生母）為安妃，王氏（早夭皇子生母）為敬妃，唐氏為榮妃，楊氏（涇簡王朱祐橓、申懿王朱祐楷生母）為恭妃，潘氏（榮莊王朱祐樞生母）為端妃，岳氏（仙游公主生母）為靜妃。弘治四年九月二十八日（1491年10月13日），郭惠妃薨逝，明孝宗朱祐樘輟朝三日，命祭葬諸禮儀依照安妃姚氏之例辦理，並賜謚號「靖順」，稱為靖順惠妃。同年十一月初三日，郭惠妃的靈柩尚未安葬，仍然停放在墳所。太常寺因本月適逢冬至，惠妃應該享有祭祀，於是向明孝宗請示祭祀時所需的用品，明孝宗下令「祭用素品」，之後均依照此例執行。
《太常續考》稱郭惠妃與其他十二位妃俱葬金山口，合葬於同一墓。1963年，考古發掘鑲紅旗營妃嬪墓，七位明憲宗妃均是獨立墓葬，業已被盜，棺槨破碎，屍骨失散。僅知其中有王順妃三人，其餘身份不詳:431。未知，郭惠妃是否在其中。